# John Chivington
John Milton Chivington (27 januari 1821 - 4 oktober 1894) was een kolonel in het Amerikaanse vrijwilligersleger tijdens de Colorado-oorlog en de Veldtocht in New Mexico in de Amerikaanse Burgeroorlog. In 1862 vocht hij in de Slag bij Glorieta Pass om een bevoorradingstrein van het noordelijke leger.
Chivington, een voormalige methodistische priester, een vrijmetselaar, werd berucht vanwege het bloedbad van Sand Creek in november 1864. Hij leidde daar een 700 man sterke militie die naar schatting 70 tot 163 vredelievende Cheyenne- en Arapaho-indianen vermoordde. Ongeveer twee derde van de slachtoffers waren vrouwen, kinderen en baby's. Chivington en zijn mannen namen scalpen en andere lichaamsdelen als trofeeën mee, waaronder menselijke foetussen en mannelijke en vrouwelijke geslachtsorganen.

## In populaire cultuur
- De film Soldier Blue van Ralph Nelson uit 1970 gaat over de gebeurtenissen bij Sand Creek in 1864.
- In het boek Centennial van James A. Michener is het karakter van Frank Skimmerhorn gebaseerd op John Chivington. In de gelijknamige televisieserie uit 1978 werd Frank Skimmerhorn gespeeld door Richard Crenna.
- In de televisieserie Into the West, werd Chivington gespeeld door Tom Berenger.
- Het lied "Fiume Sand Creek" van de Italiaanse zanger Fabrizio De André gaat over het bloedbad van Sand Creek.
- In de thriller Bloedbank van Jakob Bergen uit 2016 speelt de geestverschijning van John Chivington een rol.